# Стритар, Йосип
Йосип Стритар (словен. Josip Stritar, 6 марта 1836, Велике-Лашче — 25 ноября 1923, Рогашка-Слатина) — словенский писатель, поэт, литературный критик.

## Биография
Происходил из крестьянской семьи. Родился в 1836 году в поселке Подсмрека-при-Больших Лащах. Учился в церковной школе своего поселка. Продолжил обучение в 1846 году в Любляне. В 1847 году поступил в местной средней школы. В 1855 году поступил в Венский университет на факультет филологии.
После окончания университета стал издавать журнал Колокол (1870 год). В то же время путешествовал по Европе — 1861 года по Бельгии и Франции, 1871 посетил Швейцарию, 1873 был в Дрезден. После этого вернулся на родину. Впрочем вскоре вернулся в Вену. Здесь в 1873 году женился.
С 1874 года работал в школах и гимназиях Вены. С 1876 до 1880 года вновь издавал журнал «Колокол». С 1878 до 1901 года был профессором гимназии в Вене. Во время Первой мировой войны отошел от общественной деятельности.
После распада Австро-Венгрии в 1918 году возвращается на родину. В 1919 году он был избран почетным членом Югославской академии наук и искусств (на данный момент Хорватская академия наук и искусств). Вскоре получил государственную пенсию и был награжден орденом Св. Саввы III степени. В 1923 году перебирается в поселок Рогашка Слатина, где умирает 25 ноября того же года.

## Творчество
Иосиф Стритар сыграл большую роль в развитии словенской эстетической мысли и в воспитании молодого литературного поколения. На его творчестве сказалось влияние европейского романтизма и немецкой идеалистичной эстетики.
Он является автором сентиментально-романтических стихов (сборник «Стихотворения», 1869 год), поэм, сатирических произведений, обличавших уродливые явления политической и культурной жизни («Венские сонеты», 1872 год), повестей и романов («Светинова Хитра», 1868 год; «Росана», 1877; «Зорин», 1870; «Священник Миродольский», 1876). Стритар в них размышляет о назначении искусства, о целительной силе природы, о страданиях человека, порожденные расстройствами мечты и действительности.
Лучшим произведением Стритара считается роман «Содники» (1878 год), что отличается реалистичними чертами и социально-критическим анализом. В этом романе писатель отходит от утопической идеализации патриархального прошлого, критически изображая жизнь деревни в эпоху капиталистической индустриализации.
В публицистике высказывал идеи славянского мессианизма и в то же время указывал на несправедливость буржуазного строя («Разговоры», 1885 год).
Известен был как литературный критик. Наиболее значимым и влиятельным произведением является сборник «Критические письма» (1867-1868 годы). Решение основных задач, стоящих перед словенской литературой, он видел в сближении ее с западными литературой.
Й. Стритар большое внимание уделял развитию словенского театра. В его активе 19 драм и комедий. Самыми значительными являются «Орест», «Медея», «Письмо», «Аренда», «Логар», «Письмо отца».